# McCaysville
McCaysville város az USA Georgia államában, Fannin megyében. Lakosainak száma 1149 fő (2020. április 1.).

## Népesség
A település népességének változása:

| 2010 | 1 056 |
| 2020 | 1 149 |